# Лайбаський конгрес

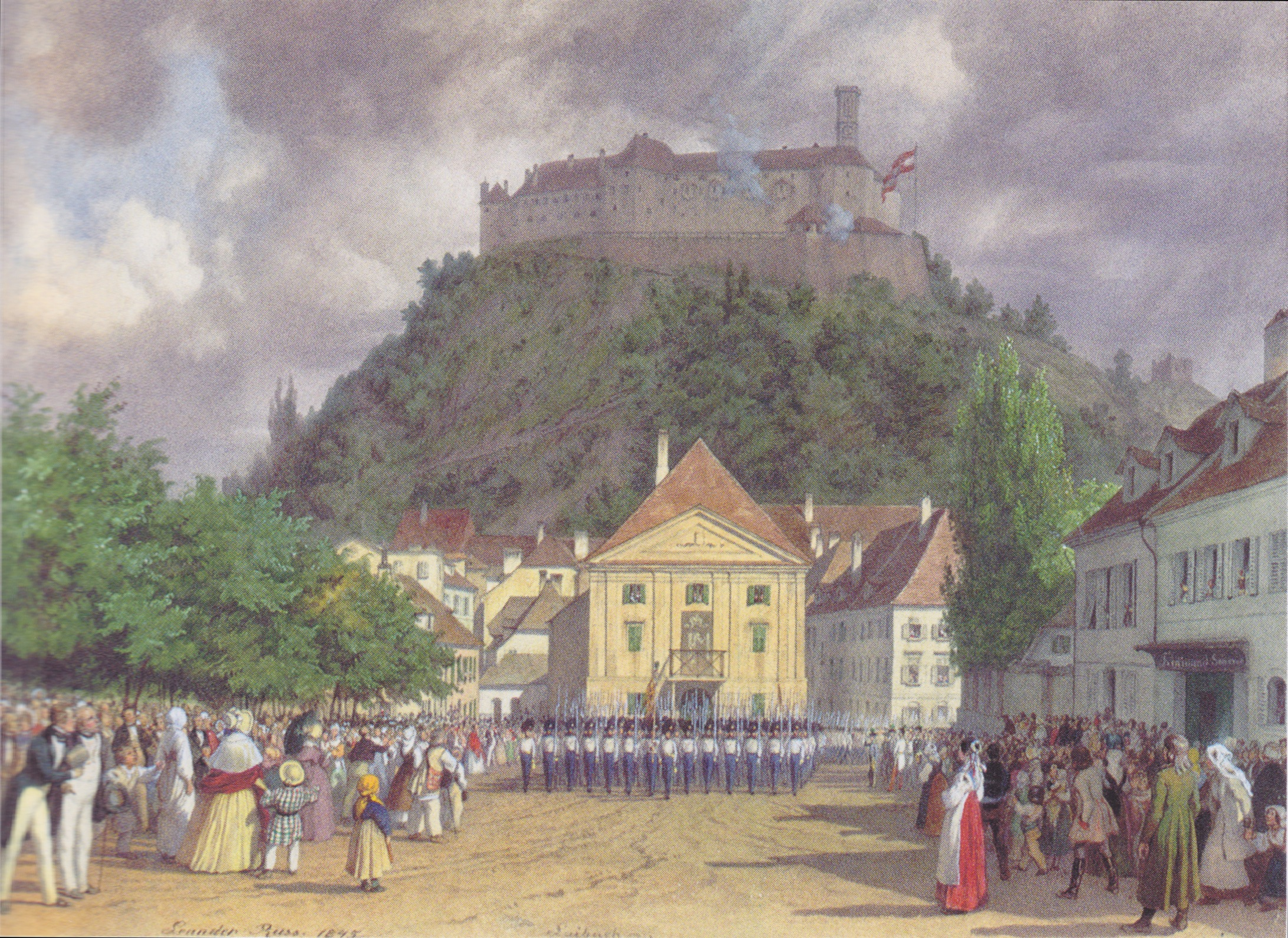
Лайбаський конгрес

Лайбаський конгрес — міжнародний конгрес, що відбувався з 26 січня до 12 травня 1821 року в австрійському Лайбаху (нині столиця Словенії Любляна).

## Перебіг
З Троппау було вирішено перенести конгрес в Лайбах, ближче до Італії, і запросити неаполітанського короля приїхати туди для переговорів з союзниками про способи відновлення порядку в його державі. Неаполітанський парламент вчинив би розсудливо, якби не дозволив своєму монарху, який підготовляє зраду, їхати на конгрес або ж постарався показати неправоту Австрії, пішовши на зустріч Франції, яка переконувала його змінити конституцію 1820 року в більш монархічному дусі. Він не зумів зробити ні того, ні іншого. Конституція була оголошена що не підлягає змінам, а королю дано було дозвіл покинути Неаполь після того, як він в двадцятий раз поклявся зберегти їй вірність. Старий Фердинанд I заплатив за цю довіру тим, що, ледве приїхавши в Ліворно (16 грудня), поспішив відмовитися від усіх своїх обіцянок і самим підлим чином став просити збройної допомоги Священного союзу проти своїх підданих. У першій половині січня він з'явився в Лайбах, де Меттерніху з великими труднощами вдалося переконати його, що якщо він не бажає зганьбити себе перед усією Європою, то він повинен дотримуватися в промовах деякої обережності по відношенню до неаполітанської конституційної партії, перед якою він ще недавно тремтів. Для нього склали в пристойній формі листа, в яких він сповіщав свого сина, залишеного регентом Обох Сицилій, про наміри Священного союзу і переконував свій народ підкоритися його вимогам. Після цього решта італійських монархів були допущені на конгрес і всі, за винятком лише одного, схвалили австрійську програму. Австрія запропонувала, або, вірніше, нав'язала, своєму жалюгідному союзнику схему державної організації (в лютому), і той, все ще тремтячи від страху, повільно попрямував до своєї столиці з таким розрахунком, щоб австрійські солдати прибули туди набагато раніше нього.
Результат цієї кампанії з самого початку не викликав сумніву. На початку березня армія наблизилася до неаполітанським кордонів, після короткої сутички вона розсіяла у Рієті 7 березня конституційні війська. 2 тижні потому вона увійшла в Неаполь, де під її заступництвом вибухнула реакція ще більш жорстока, ніж в 1799 р. Конгрес був офіційно закритий, монархи і їх міністри домовилися знову зібратися близько вересня місяця наступного року, ймовірно, під Флоренцією, для обговорення італійських справ і для вжиття необхідних заходів. А поки вони вирішили залишитися в Лайбахі до повного відновлення порядку в обох Сициліях. І в цей момент, ще до закінчення маленького неаполітанського походу, дві нових дуже важливих звістки майже одночасно знову порушили і навіть збільшили їх занепокоєння, з одного боку, вони дізналися, що в П'ємонті військова змова також призвела до проголошення конституції, з іншого боку, їм повідомили, що князь Іпсіланті з збройними силами князівства закликав всіх греків Туреччини.
І дійсно, п'ємонтські війська, погано керовані Віктором Еммануїлом I, як і неаполітанці, Фердинандом бурбонським, вважали за можливе скористатися тим часом, коли австрійська армія поглиблювалася на південь півострова, для того щоб вперше проголосити у себе свободу. Після зречення короля від влади, яку він передав своєму братові Карлу-Феліксу, і під час відсутності останнього в Санта-Роза, заволодів 12 березня Алессандро і Турином, й примусили регента Карла-Альберта, таємно схилятися до їх партії, проголосити іспанську конституцію 1812 р. Їх однодумці стали збуджувати розум в Центральній Італії, а кілька випадків народного заколоту, відмічені трохи пізніше по ту сторону Альп, дали привід думати, що Франція теж починає підніматися. Можна без сумніву сказати, Австрія була досить сильна для того, щоб чинити опір в Турині одночасно з Неаполем. Але ця ситуація могла спричинили те що, Османська імперія могла впасти від повстання яке вибухнуло, яке заохочувалось Росією, могло спричинили політичну кризу в Європі. Не можна було сумніватися в тому, що цар і його міністр Каподистрія були головними призвідниками хвилювання, яке виявлялося в цей момент майже на всьому Балканському півострові, недарма Росія ж п'ять років підтримувала з Туреччиною відкриту суперечку відносно деяких недостатньо ясних умов Бухарестського трактату. Було відомо також, що за останній рік грецька гетера отримала в Росії сильний розвиток, це розвиток гетерії зіставляли з поїздкою Каподістрії на Іонічні острова, розпочатої ним в 1819 р., і з викликаними нею заворушеннями, відомо було і те, що грецькі емісари за два роки до цього приїжджали до царя з проханням призначити їм ватажка і подати сигнал до повстання. Було очевидно, що Олександр Іпсіланті, генерал-майор російської служби, вже в липні місяці 1820 р виїхав до Кишинева з метою організувати там напад на Османську імперію, міг покинунути С.-Петербург і зайнятися військовими приготуваннями не інакше, як з мовчазної, щонайменше, згоди імператора. У першій його прокламації містилися знаменні рядки: «Якби кілька відчайдушних турків зробили набіг на вашу територію, то не лякайтеся, бо велика держава стоїть напоготові і покарає їх».
Загалом, складалося враження, що Олександр І з глибоким макіавеллізмом збирався накласти свою руку на Османську імперію, скориставшись тим моментом, коли держави, зацікавлені в тому, щоб перешкодити йому, будуть цілком зайняті рухом на заході.
На ділі ж цар був менш віроломний, ніж це можна було думати. В інший час він нічого не мав би проти потрясіння, яке Іпсіланті збирався викликати в Османській імперії, але тепер він не міг позбутися думки, що останній вибрав для своєї експедиції вкрай несприятливий момент. Апелювати до почуття лойяльності Олександра I було марно. Меттерніх вельми легко домігся від нього осуду того необдуманого Підприємства, яке саме по собі могло здаватися результатом вельми підступного розрахунку з його боку або з боку його міністрів, він пояснив йому, що було б негідно наражати на небезпеку всю Європу, раз він тільки що перед тим поклявся забезпечити їй мир, зокрема, що це було б особливо віроломно стосовно Австрії, адже вона саме тепер ризикувала усіма силами для того, щоб оберегти Європу від революційної чуми. Справа йде про придушене повстання не в одному тільки П'ємонті, Франція також жадає революції. Міністерство Рішельє не може утримати її, воно саме зізналося в цьому, ще недавно в Лайбахі, незважаючи на повторні наполягання Фердинанда VII, воно відмовилося провести контрреволюцію в Іспанії саме тому, що будь-яка спроба такого роду призведе в Парижі і в провінції до спалаху, що може виявитися згубною для престолу Людовика XVIII. Ці аргументи, мабуть, сильно подіяли на Олександра I. Він оголосив себе вилікуваним від всяких ліберальних фантазій, присягнув вжити в його розпорядженні грізні сили виключно на боротьбу з революційним чудовиськом у всіх його видах і де б воно не з'являлося, він навіть запропонував відправити на допомогу Австрії сто тисяч війська для дій в Італії і на Альпах. З іншого боку, для того щоб довести свою сумлінність, він оголосив в дипломатичних документах, які отримали широкий розголос (березень, квітень 1821 р.), що він не бере ніякої участі в підприємстві Іпсіланті, засудив його як безрозсудне і засуджував греків, називаючи їх бунтівнимиками, який взявся за зброю тільки з революційних мотивів і не заслуговують з точки зору монархів ніякого співчуття. Загалом, видно було, що він готовий на все, аби тільки зняти з себе відповідальність за події, які в цей момент розвивались на Сході. Подальші події змушують засумніватися в тому що він діяв без задньої думки. Цар по суті не відмовлявся витягти згодом вигоди зі східного кризи і сподівався, що Австрія в нагороду за теперішню його поступливість стане потім більш поступливою щодо Османської імперії. Віденський двір, підтримував ньому таке переконання, а поки він поспішив використовувати царя. Він, втім, не потребував в запропонованих Олександром I ста тисячах солдат, вже готових до походу. П'ємонтська революція була пригнічена ще швидше неаполітанської. Покликані Карлом-Феліксом австрійці після незначної битви при Новарі (8 квітня) увійшли в Турин, незабаром договір, укладений за правилами, дозволив їм зайняти сардинську територію на досить тривалий час, інший договір дозволяв їм перебування в Неаполі. Таким чином, вся Італія була підпорядкована їх волі, режим самовладдя, що був в очах Меттерніха ідеалом правління, міг знову безперешкодно утвердитись в цій країні.
Монархи і їхні міністри покинули Лайбах в травні місяці 1821 р. Циркуляр, що був підписаний трьома державами, став відтоді виразником справжнього духу Священного союзу, який докладно пояснив Європі, що цей союз існує тільки для її блага, що під час останніх подій він мав на увазі виключно дотримання трактатів і загального миру і благополуччя народів, що, втім, він завжди вважатиме за правильне втручання для захисту законної влади проти заколотників, бо «корисні і необхідні зміни в законодавстві та управлінні державами повинні виходити тільки від доброї волі і з розважливого і освіченого спонукання тих, кого бог зробив відповідальними за владу».
Таким чином можна побачити, що була відкрито оголошена війна принципам 1789 р. і що три північні держави добилися тимчасового здійснення своєї програми.